# William Conrad
William Conrad, nascido William Can, (Louisville, 27 de Setembro de 1920 - Los Angeles, 11 de Fevereiro de 1994) foi um ator, cineasta e narrador estadonidense. Estreou na rádio na década de 1930, onde foi ator, narrador e dublador. Muito conhecido como o delegado Matt Dillon da série Gunsmoke de rádio (1952-1961), ele também teve êxito no cinema e na televisão (foi o detetive Cannon, de 1971-1976). Em 1997 Conrad entrou para o Hall da Fama do Radio.
Morreu de ataque cardíaco em Los Angeles, em 11 de fevereiro de 1994.